# Ellebjerg Skole
Ellebjerg Skole er en dansk folkeskole i Sydhavnen, København ved P. Knudsens Gade. 
Skolen har 528 elever, og indeholder klassetrin fra 0. til 9. klasse.
Skolen blev opført i 1950'erne, og blev tegnet af Povl Baumann.